# Sevelinges

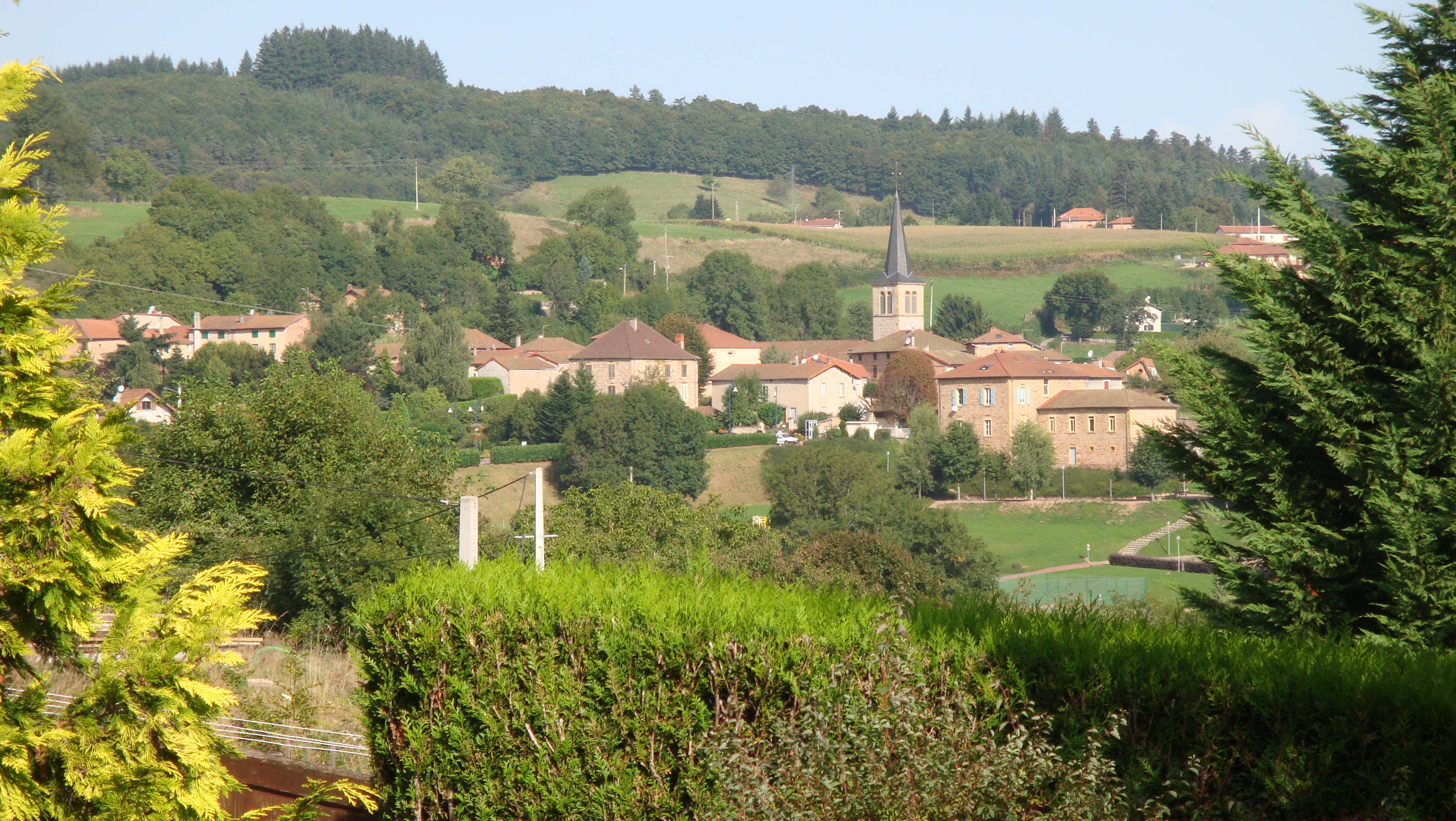
Sevelinges gezien vanuit het zuiden

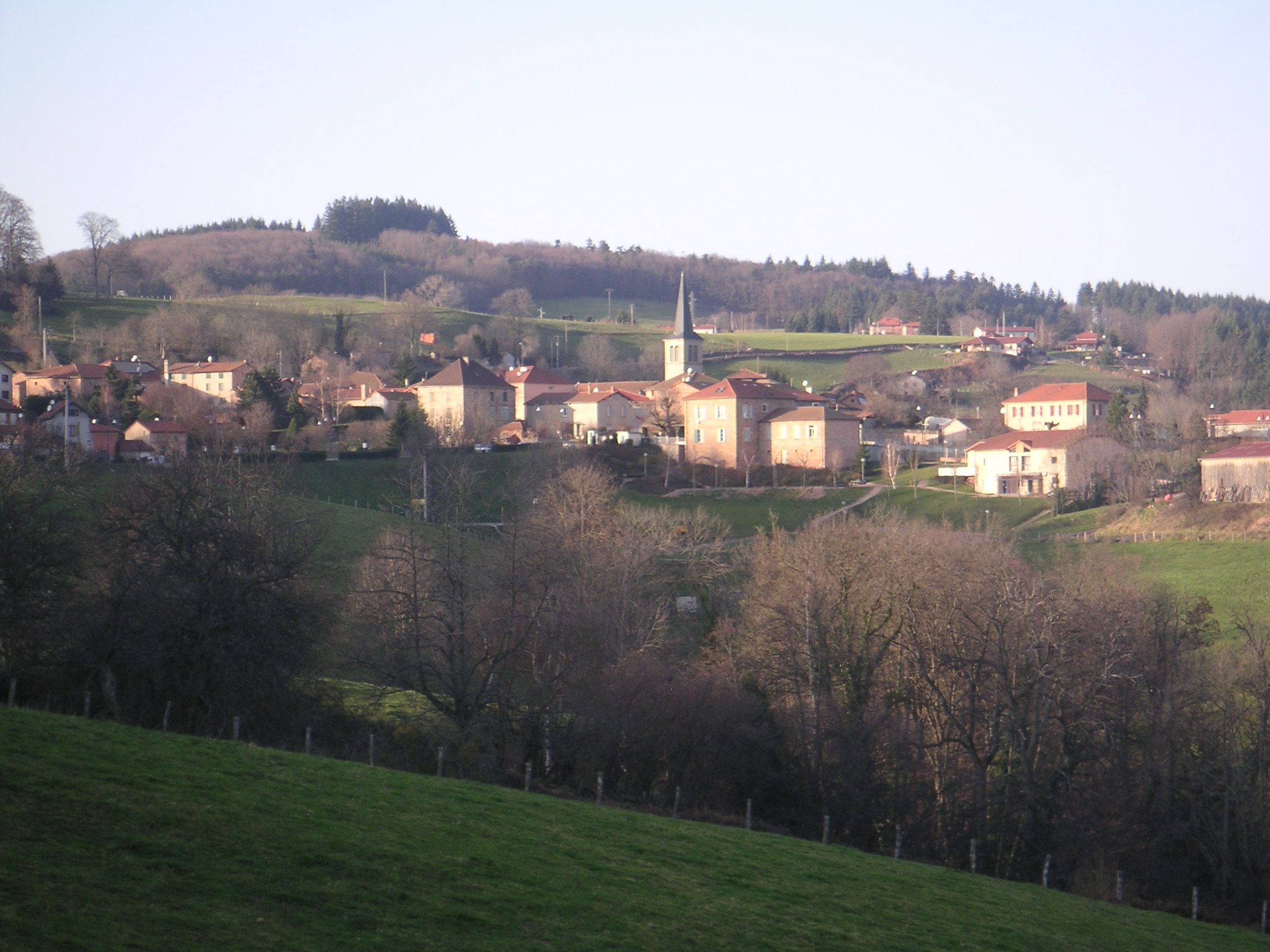
Sevelinges, gezien vanuit het zuiden, herfst

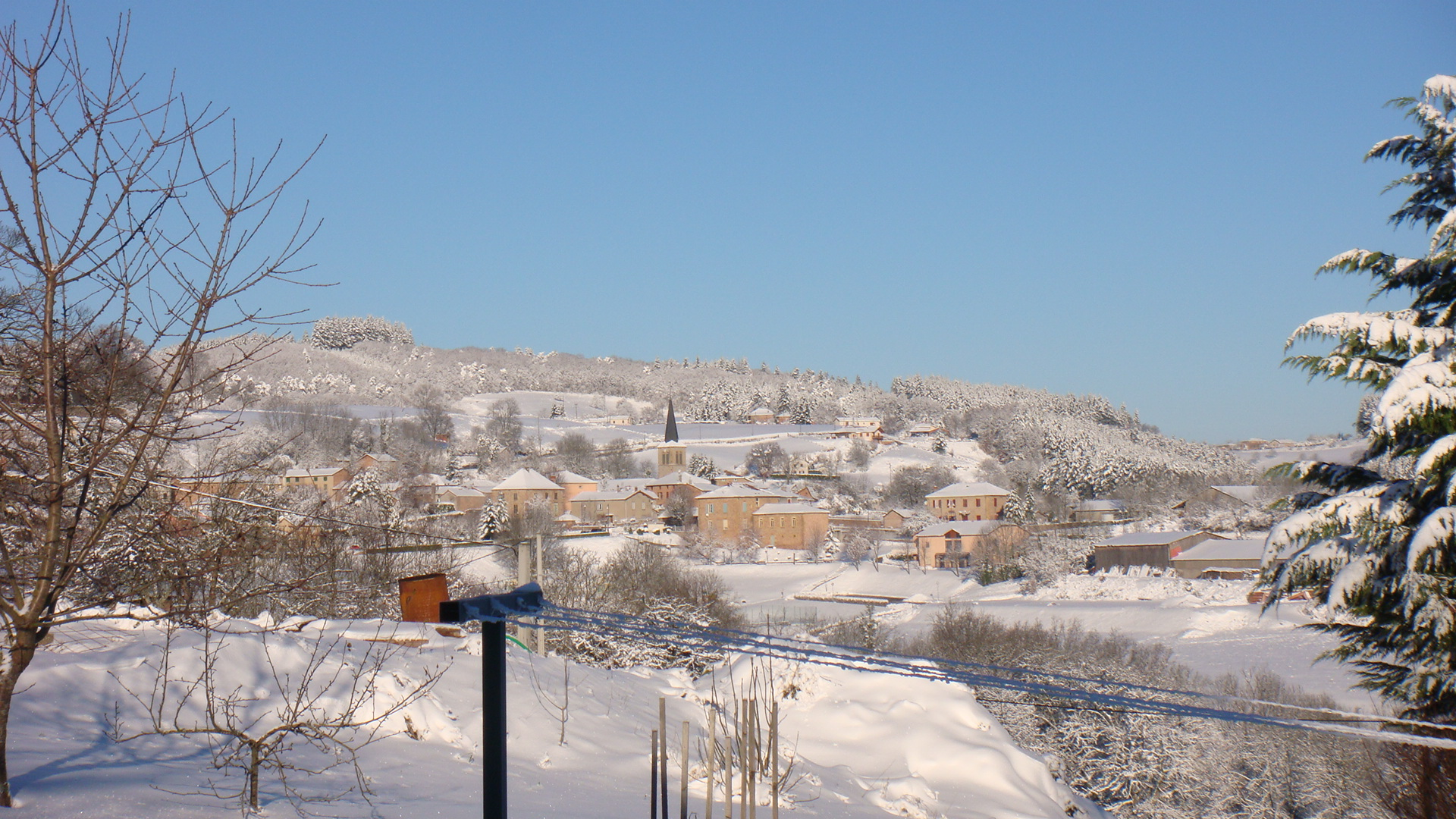
Sevelinges, gezien vanuit het zuiden, winter

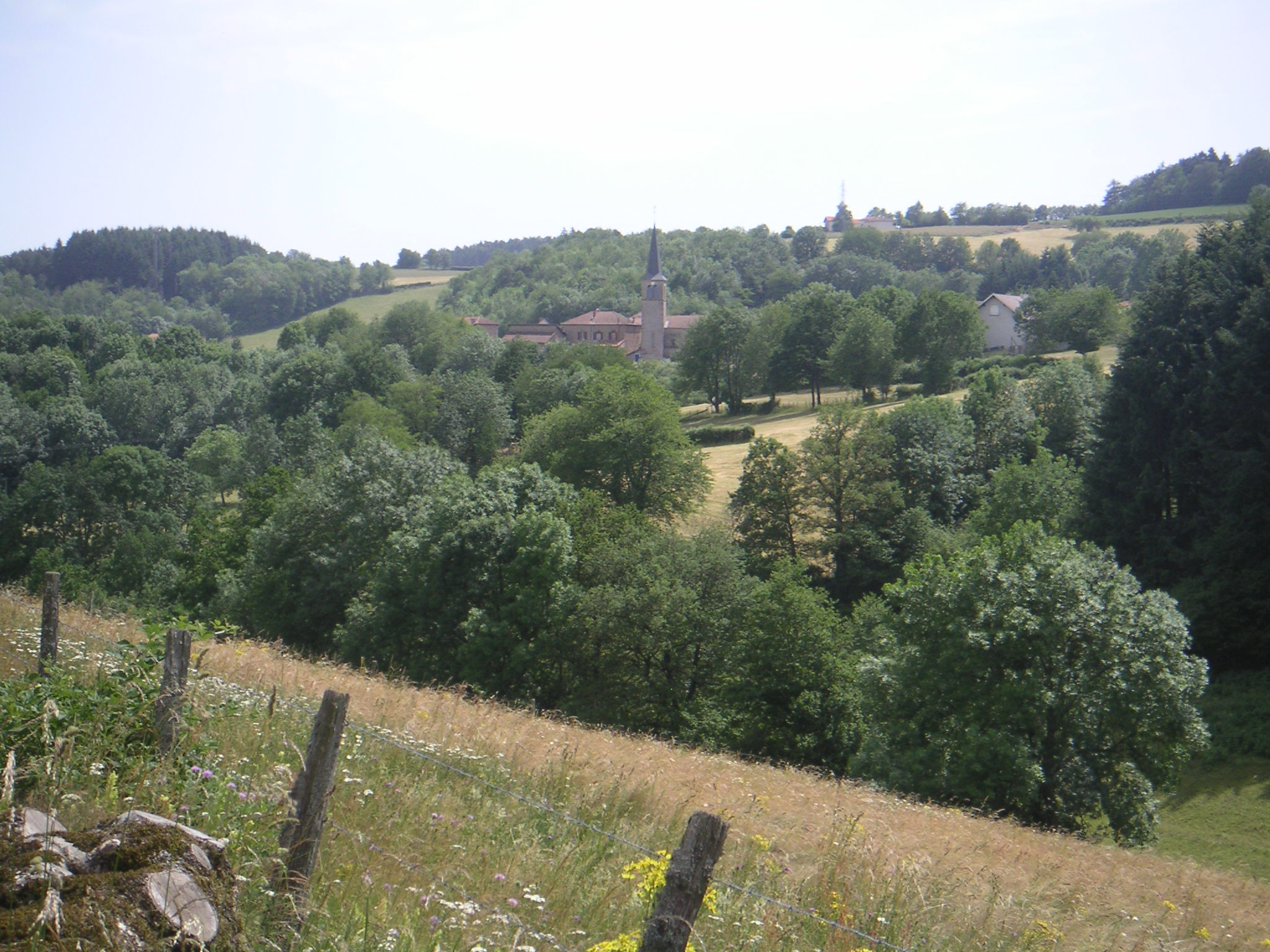
Sevelinges, gezien vanuit het noordwesten

Sevelinges is een gemeente in het Franse departement Loire (regio Auvergne-Rhône-Alpes) en telt 582 inwoners (1999). De plaats maakt deel uit van het arrondissement Roanne.

## Geografie
De oppervlakte van Sevelinges bedraagt 8,2 km², de bevolkingsdichtheid is 71,0 inwoners per km².
De onderstaande kaart toont de ligging van Sevelinges met de belangrijkste infrastructuur en aangrenzende gemeenten.

## Demografie
Onderstaande figuur toont het verloop van het inwonertal (bron: INSEE-tellingen).